# 郑继宇
郑继宇（1963年—），辽宁桓仁人，汉族，中华人民共和国政治人物、第十一届全国人民代表大会辽宁地区代表。
毕业于本溪电子工业学校，加入中共，担任辽宁省桓仁药业有限责任公司总经理。2008年起担任全国人大代表。